# Saivojärvi (Pajala socken, Norrbotten, 757216-180835)
Saivojärvi är en sjö i Pajala kommun i Norrbotten och ingår i Torneälvens huvudavrinningsområde. Sjön har en area på 0,083 kvadratkilometer och ligger 265,9 meter över havet.

## Delavrinningsområde
Saivojärvi ingår i det delavrinningsområde (757360-180859) som SMHI kallar för Mynnar i Rautalajoki. Medelhöjden är 301 meter över havet och ytan är 10,54 kvadratkilometer. Det finns inga avrinningsområden uppströms utan avrinningsområdet är högsta punkten. Vattendraget som avvattnar avrinningsområdet har biflödesordning 5, vilket innebär att vattnet flödar genom totalt 5 vattendrag innan det når havet efter 360 kilometer. Avrinningsområdet består mestadels av skog (84 procent) och sankmarker (15 procent). Avrinningsområdet har 0,08 kvadratkilometer vattenytor vilket ger det en sjöprocent på 0,8 procent.